# Radikal 70
Radikal 70 mit der Bedeutung „Richtung, Himmelsrichtung“ ist eines von 34 traditionellen Radikalen der chinesischen Schrift, die aus vier Strichen bestehen. Es kann ebenso für „Quadrat“ stehen oder als chinesischer Familienname dienen.
Mit 28 Zeichenverbindungen in Mathews’ Chinese-English Dictionary nimmt es eine mittlere Häufigkeit ein.

## Schriftzeichenverbindungen, die vom Radikal 70 regiert werden
| Striche | Zeichen                 |
| ------- | ----------------------- |
| +0      | 方                      |
| +04     | 斺 斻 於                |
| +05     | 施 斾 斿 旀             |
| +06     | 旁 旂 旃 旄 旅 旆 旊    |
| +07     | 旇 旈 旉 旋 旌 旍 旎 族 |
| +08     | 旐 旑                   |
| +09     | 旒 旓 旔 旕             |
| +10     | 旖 旗                   |
| +12     | 旘 旙                   |
| +13     | 旚                      |
| +14     | 旛                      |
| +15     | 旜 旝 旞                |
| +16     | 旟                      |

 Im Unicodeblock Kangxi-Radikale ist das Radikal 70 unter der Codepointnummer 12.101 (U+2F45) codiert.